# 水晶石数字科技
水晶石数字科技有限公司（Crystal Digital Technology Co.LTD，以下简称水晶石）是中国一家大型视觉技术应用服务公司，公司成立于1995年，总部位于北京，另有分部分别位于上海、南京、西安、杭州、大连、深圳、香港、新加坡、天津、伦敦、迪拜。旗下还有从事数字影视教育的“水晶石数字教育学院”。公司于2025年4月进入破产清算程序。

## 参与项目
- 纪录片:《故宫》、《新丝绸之路》（全部CG动画）、《大国崛起》（全部CG动画）、《大明宫》《岁月金陵》
- 电影:《疯狂的石头》（片头，片尾的对决场景）、《赤壁》
- 游戏动漫:《万王之王2》（开场动画）、《寻仙》（预告片）、《福娃奥运漫游记》
- 北京2008年奥运会图像设计服务供应商
- 上海2010年世博会图像设计服务供应商
- 伦敦2012年奥运会图像设计服务供应商